# 2007年全仏オープン
2007年 全仏オープン（2007ねんぜんふつオープン、Internationaux de France de Roland-Garros 2007）は、フランス・パリにある「スタッド・ローラン・ギャロス」にて、2007年5月27日から6月10日にかけて開催された。

## シニア

### 男子シングルス
ラファエル・ナダル def.  ロジャー・フェデラー, 6–3, 4–6, 6–3, 6–4
- ナダルは1978年-1981年にかけて4連覇したビョルン・ボルグ以来の男子シングルス3連覇を果たした。

### 女子シングルス
ジュスティーヌ・エナン def.  アナ・イバノビッチ, 6–1, 6–2
- エナンは1990年-1992年に3連覇したモニカ・セレシュ以来の女子シングルス3連覇を果たした。

### 男子ダブルス
マーク・ノールズ /  ダニエル・ネスター def.  ルーカス・ドロウヒー /  パベル・ビズネル, 2–6, 6–3, 6–4

### 女子ダブルス
アリシア・モリク /  マラ・サンタンジェロ def.  杉山愛 /  カタリナ・スレボトニク, 7–6(5), 6–4

### 混合ダブルス
ナタリー・ドシー /  アンディ・ラム def.  ネナド・ジモニッチ /  カタリナ・スレボトニク, 7–5, 6–3

## ジュニア

### 男子シングルス
Uladzimir Ignatik def.  グレッグ・ジョーンズ, 6–3, 6–4

### 女子シングルス
アリーゼ・コルネ def.  マリアナ・ドゥケ・マリノ, 4–6, 6–1, 6–0

### 男子ダブルス
Thomas Fabbiano /  Andrei Karatchenia def.  Kellen Damico /  ジョナサン・エイセリック, 6–4, 6–0

### 女子ダブルス
クセーニャ・ミレフスカヤ /  ウルシュラ・ラドワンスカ def.  ソラナ・チルステア /  アレクサ・グラッチ, 6–1, 6–4